# 寺田市正
寺田 市正（てらだ いちまさ、1876年〈明治9年〉4月25日 - 1958年〈昭和33年〉8月21日）は、日本の衆議院議員（政友本党→立憲民政党→立憲政友会）、拓務政務次官。川内市長。

## 経歴
鹿児島県高城郡水引郷五代村（現在の薩摩川内市五代町）に寺田宗七の長男として生まれた。小学校教師を務めた後、上京して明治法律学校（現在の明治大学）で学び、1900年（明治33年）に卒業した。卒業後の2年間、明治法律学校の舎監を務め、やがて時事新報の記者となった。1915年（大正4年）、時事新報社を退社し、自由通信社の主幹となった。
1924年（大正13年）の第15回衆議院議員総選挙に出馬し、当選を果たした。以後、連続当選回数は7回を数えた。その間、平沼内閣で拓務政務次官を務めた。また1940年（昭和15年）には初代川内市長に就任し、1946年（昭和21年）まで在任した。
同年、大政翼賛会の推薦議員のため公職追放となった。1951年（昭和26年）に追放解除。
追放解除後の1955年（昭和30年）に再び川内市長を務め、死去するまでその職にあった。